# Cuthbert (Geòrgia)
Cuthbert és una població dels Estats Units a l'estat de Geòrgia. Segons el cens del 2000 tenia 3.731 habitants.

## Demografia
Segons el cens del 2000, Cuthbert tenia 3.731 habitants, 1.360 habitatges, i 870 famílies. La densitat de població era de 472,3 habitants per km².
Dels 1.360 habitatges en un 29,8% hi vivien nens de menys de 18 anys, en un 30,7% hi vivien parelles casades, en un 29,4% dones solteres, i en un 36% no eren unitats familiars. En el 33,8% dels habitatges hi vivien persones soles el 16,5% de les quals corresponia a persones de 65 anys o més que vivien soles. El nombre mitjà de persones vivint en cada habitatge era de 2,52 i el nombre mitjà de persones que vivien en cada família era de 3,24.
Per edats la població es repartia de la següent manera: un 26,7% tenia menys de 18 anys, un 14,8% entre 18 i 24, un 23,2% entre 25 i 44, un 19,2% de 45 a 60 i un 16,1% 65 anys o més.
L'edat mediana era de 34 anys. Per cada 100 dones de 18 o més anys hi havia 71,6 homes.
La renda mediana per habitatge era de 16.400 $ i la renda mediana per família de 25.000 $. Els homes tenien una renda mediana de 26.696 $ mentre que les dones 16.976 $. La renda per capita de la població era de 10.166 $. Entorn del 29,2% de les famílies i el 33,5% de la població estaven per davall del llindar de pobresa.

## Poblacions properes
El següent diagrama mostra les poblacions més properes.